# Anarbek Orman
Anarbek Onggharuly Orman (kasachisch Анарбек Оңғарұлы Орман, russisch Анарбек Онгарович Орман Anarbek Ongarowitsch Orman; * 25. August 1952) ist ein kasachischer Unternehmer und Politiker.

## Leben
Anarbek Orman wurde 1952 im heutigen Bezirk Piskent in Usbekistan geboren. Er schloss 1974 ein Studium am Polytechnischem Institut Taschkent ab.
Seine berufliche Laufbahn begann er 1970 als Mitarbeiter in einer Sekundarschule im Bezirk Piskent. Nach zwei Jahren ging er in die Wirtschaft und arbeitete unter anderem für das kommunale Unternehmen Wodokanal in Tschimkent. Zwischen 1981 und 1986 arbeitete Orman für die Stadtverwaltung von Tschimkent, bevor er nochmals für Wodokanal tätig war. Zwischen 1992 und 1994 war er zuerst stellvertretender und dann erster stellvertretender Leiter der Stadtverwaltung von Schymkent und in den folgenden zwei Jahren arbeitete er erneut für das Unternehmen Wodokanal. Am 16. Oktober 1995 wurde er zum Äkim (Bürgermeister) von Schymkent ernannt. Diesen Posten bekleidete er rund zwei Jahre lang; anschließend war er Leiter des staatlichen Unternehmens Wodnyje ressursy und zugleich stellvertretender Äkim (Gouverneur) von Südkasachstan. Von Oktober 1999 bis 2006 war er nochmals bei Wodokanal beschäftigt. Am 27. September 2006 wurde Orman zum zweiten Mal zum Äkim der Stadt Schymkent ernannt. Danach leitete er die Marketingabteilung von Wodnyje ressursy. Von Oktober 2009 bis Februar 2012 leitete er als Vorsitzender den Ausschuss für Wasserressourcen im kasachischen Landwirtschaftsministerium und danach wurde er Generaldirektor von Wodokanal. Seit Juni 2012 ist Orman regionaler Vorsitzender der Demokratischen Partei Ak Schol im Gebiet Türkistan.